# Sōmin
Sōmin (japanisch 僧旻, auch einfach Min (旻); gestorben Juni 653) war ein japanischer buddhistischer Geistlicher und Staatsmann.

## Leben und Wirken
Sōmin folgte im Jahr 608 Ono Imoko (小野 妹子), dem Gesandten der chinesischen Sui-Dynastie, und reiste mit Takamuko no Kuromaro (高向 玄理) und Minabuchi no Shoan (南淵 請安) und anderen nach China, wo er 24 Jahre lang Buddhismus und Orakelwissenschaft studierte.
Anschließend unterrichtete Sōmin Soga no Iruka, Fujiwara no Kamatari und andere im „I Ging“. Als im Jahr 637 ein Komet erschien, behauptete er, es sei das Bellen eines Tengu gewesen, und als im Jahr 639 wieder ein Komet erschien, sagte er eine Hungersnot voraus.
Nach dem Isshi-Vorfall 645 wurde Sōmin und Takamuko zum Nationalgelehrten ernannt. 649 entwarfen er und Takamuko eine Regierung von acht Ministerien und hundert Abteilungen. Im folgenden Jahr, 650, wurde ihm vom von Kusakabe no Shikobu (草壁 醜経) aus der Provinz Nagato ein weißer Fasan (白い雉, Shiroi Kichi) als Glücksverheißung geschenkt. Dieser weiße Fasan wurde dann zur Regierungsdevise „Hakuji“, was der Zeit 650 bis 655 entspricht. Bald darauf erkrankte Sōmin. Im Mai 653 besuchte ihn Kaiser Kotoku, er starb jedoch im folgenden Monat.